# Tsaradia
A Tsaradia madagaszkári belföldi légitársaság, amelynek a székhelye Antananarivóban található. A légitársaság az Air Madagascar leányvállalata, amely Madagaszkár nemzeti légitársasága. A vállalat 2018. július 2-án kezdte meg a működését.

## Története
A Tsaradia légitársaságot az Air Madagascar leányvállalataként alapították, a 2017-ben, az Air Austral és az Air Madagascar között létrejött stratégiai partnerségi megállapodást követően. A légitársaság eredetileg 2018 áprilisában indult volna, de végül 2018. július 2-án indult el.
A vállalat az Ivato nemzetközi repülőtérről működik, és a belföldi piacot szolgálja ki. Ennek eredményeként az Air Madagascar már nem üzemeltet belföldi járatokat, mivel azokat a légitársaság leányvállalata üzemelteti.
A Tsaradia név "jó utat" vagy "jó utazást" jelent malgasul, amely Madagaszkár őshonos nyelve. A légitársaság logója egy színes és stilizált gyűrűsfarkú makit ábrázol, amely egy Madagaszkáron őshonos állat.

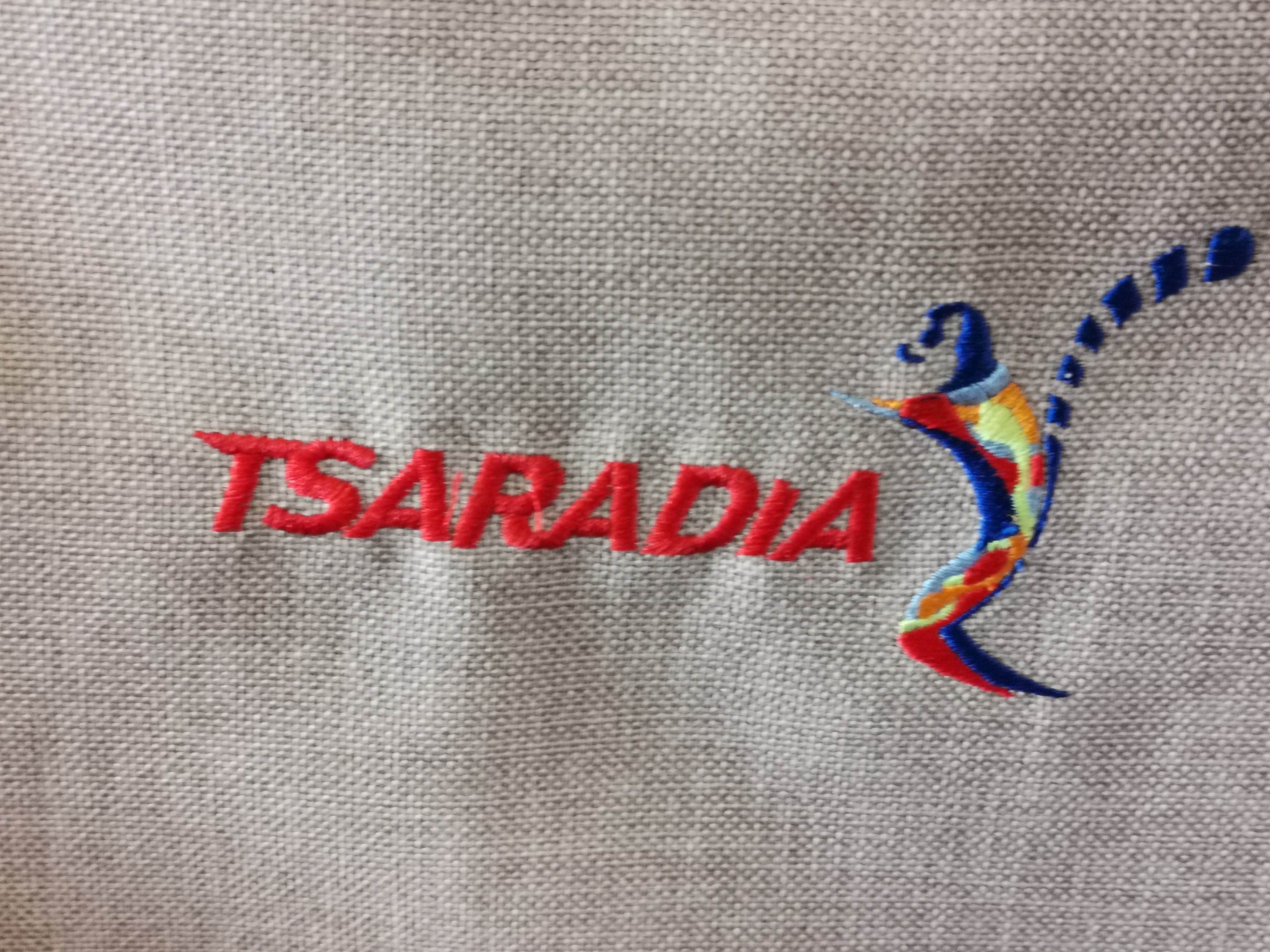
A Tsaradia logója

## Célállomások
A légitársaság 2022 januárjában a következő célállomásokra indított járatokat:

## Flotta
A Tsaradia flottája 2019 októberében a következő repülőgépekből állt:

## Fordítás
Ez a szócikk részben vagy egészben  a   Tsaradia című angol Wikipédia-szócikk ezen változatának fordításán alapul.  Az eredeti cikk szerkesztőit annak laptörténete sorolja fel. Ez a jelzés csupán a megfogalmazás eredetét és a szerzői jogokat jelzi, nem szolgál a cikkben szereplő információk forrásmegjelöléseként.